# Thérèse Wartel
Pour les articles homonymes, voir Wartel et Adrien.
Thérèse Andrien, plus connue sous son nom d'épouse Thérèse Wartel,  est une compositrice, pianiste et critique musicale française née le 2 juillet 1814 à Paris et morte le 6 novembre 1865 dans la même ville.

## Biographie
Thérèse Andrien est la fille de Martin-Joseph Andrien, chanteur de registre basse à l’Académie royale de musique de Paris, puis chef de chant de cette Académie et professeur de déclamation à l'École royale de chant et de déclamation. Sa mère est la baronne Gabrielle Philippy de Bucelly d'Estrées. Sa sœur, Rosine-Charlotte, épousera le chanteur François Delsarte (1811-1871). 
Elle étudie la musique au conservatoire, devient accompagnatrice et de 1831 à 1838 enseigne au conservatoire. Elle est la première soliste admise à l'orchestre de la Société des concerts du Conservatoire en 1838.
En 1833, elle épouse le ténor Pierre-François Wartel (1806-1882) ; leur fils Émile (1834-1907) chantera de nombreuses années au Théâtre-Lyrique avant de créer  une école de chant,.

## Œuvres
Wartel a composé des caprices, des fantaisies, des études, des ballades et des romances :
- Lessons on the Pianoforte Sonatas of Beethoven (Études sur les sonates pour piano de Beethoven)
- Souvenirs of the Huguenots, fantaisie d'après Les Huguenots de Giacomo Meyerbeer, Leipzig
- Caprice
- Andante, autographe, 1843
- Six études de salon pour piano op. 10, Paris, 1850
- Andante, op. 11, 1851

Elle a également publié des lettres et des articles sur des sujets musicaux.